# Hummingbird in Forest of Space
「Hummingbird in Forest of Space」（ハミングバード・イン・フォレスト・オブ・スペース）は、吉井和哉の4枚目のオリジナル・アルバム。

## 概要
- 先行シングル3曲を収録した、前作より約1年ぶりのアルバム。
- 初回限定版のみDVD付き紙ジャケ仕様。2007年12月19日に2枚組アナログ盤が初回生産限定で発売された。

## 収録曲
| 全作詞・作曲: 吉井和哉。 |                                                        |          |            |      |
| #                        | タイトル                                               | 作詞     | 作曲・編曲 | 時間 |
| 1.                       | 「Introduction」(#1のみ作曲: ダニー・ローナーとの共作) | 吉井和哉 | 吉井和哉   | 0:44 |
| 2.                       | 「Do The Flipping」                                    | 吉井和哉 | 吉井和哉   | 4:23 |
| 3.                       | 「Biri」                                               | 吉井和哉 | 吉井和哉   | 3:25 |
| 4.                       | 「シュレッダー」                                       | 吉井和哉 | 吉井和哉   | 5:35 |
| 5.                       | 「上海」                                               | 吉井和哉 | 吉井和哉   | 5:06 |
| 6.                       | 「ルーザー」                                           | 吉井和哉 | 吉井和哉   | 3:41 |
| 7.                       | 「ワセドン3」                                          | 吉井和哉 | 吉井和哉   | 4:01 |
| 8.                       | 「Pain」                                               | 吉井和哉 | 吉井和哉   | 3:49 |
| 9.                       | 「Shine and Eternity」                                 | 吉井和哉 | 吉井和哉   | 5:30 |
| 10.                      | 「バッカ」                                             | 吉井和哉 | 吉井和哉   | 4:23 |
| 11.                      | 「Winner」(Album Version)                              | 吉井和哉 | 吉井和哉   | 5:40 |
| 12.                      | 「マンチー」                                           | 吉井和哉 | 吉井和哉   | 2:38 |
| 13.                      | 「雨雲」                                               | 吉井和哉 | 吉井和哉   | 6:11 |
| 合計時間:                | 合計時間:                                              | 55:06    |            |      |

| #  | タイトル                                            | 作詞 | 作曲・編曲 |
| -- | --------------------------------------------------- | ---- | ---------- |
| 1. | 「WINNER」(Video Clips)                             |      |            |
| 2. | 「Shine And Eternity」(Video Clips)                 |      |            |
| 3. | 「Documentary of "Hummingbird in Forest of Space"」 |      |            |

## 楽曲について
1. Introduction
吉井のデモ音源をナイン・インチ・ネイルズなどを手掛けるエンジニア、ダニー・ローナーがコラージュして作ったインスト曲。公言されているものとしては後に『After The Apples』に収録される「ダビデ」がある。
2. Do The Flipping
3. Biri
タイトルは仮歌の段階で口ずさんでいたフレーズから、普通なら人名の「ビリー」とするところだが、吉井はあえて「ビリっけつ」のビリとした。曲調は吉井曰く「ディスコチューン」。
2009年のツアー以降披露されることはなかったがTHE SILENT VISION TOURにて11年ぶりに披露された。
4. シュレッダー
先行シングル第3弾。本作中最後に作曲された曲。
5. 上海
吉井曰く「SEXの歌」。シングル「シュレッダー」のカップリングにボーカルの別テイクバージョンが収録されている。
6. ルーザー
吉井自身本作中に「Winner」（勝者）と「Loser」（敗者）の両方が収録されていることに後になって気づいたという。タイトルは正反対だが歌っているテーマは同じとのこと。
7. ワセドン3
「ワセドン」とは「Biri」と同じく仮歌のフレーズをそのまま使用したもの。そこからイメージを膨らませ、森に住む架空の生物の歌となった。
8. Pain
9. Shine and Eternity
先行シングル第2弾。吉井がLA滞在中に、街中でビヨンセやアヴリル・ラヴィーンの曲を耳にした際に「自分もああいった構成の曲を作りたい」と思って作ったという。
10. バッカ
後にシングルカットされた。
11. Winner (Album Version) (5:41)
先行シングルのアルバムバージョン。ギターをジュリアン・コリエルが、ドラムをジョシュ・フリーズがそれぞれ録り直している。
12. マンチー
タイトルの由来はスナック菓子などを意味する英語の「Munchies（マンチーズ）」からとされているが、元となる「Munch」という単語には「(音を立てて)むしゃむしゃ、ばりばり食べる」といった意味があるほか、大麻を吸引した際に味覚が良くなり食欲が旺盛になり食べ過ぎてしまう症状も同様に「マンチー」「マンチーズ」と呼ばれており、歌詞の内容もそちらに近い。
普段あまり作品について言ってこない母親から「マンチーとはなんだ！」と叱られたという。
またここに収録されているマンチーは「Shine and Eternity」のカップリングとは違う、収録時間を短くしたエディットバージョンである。
13. 雨雲
5分で歌詞が書かれた楽曲。

## 参加ミュージシャン
- 吉井和哉 - ボーカル、ギター (#2-4, #6-8, #10, #11) 、ベース (#6) 、キーボード (#2, #5, #6, #8, #10) 、パーカッション (#9, #11, #12)
- ダニー・ローナー（英語版） - プログラミング (#1, #3, #5, #7-9)、ヴォイス (#1, #2)、ベース (#3, #8)、ギター (#7)
- ジュリアン・コリエル（英語版） - ギター (#5, #6, #9-13) 、バックグラウンド・ヴォーカル (#5) 、ヴォイス (#12)
- ジャスティン・メルダル・ジョンセン（英語版） - ベース (#2, #5, #6, #10, #12, #13)
- クリス・チェイニー（英語版） - ベース (#4, #9, #11)
- ジョシュ・フリーズ（英語版） - ドラム (#2-4, #8, #9, #11)
- ビクター・インドゥリゾー（英語版） - ドラム (#5, #6, #10, #12, #13)
- 鶴谷崇 - ピアノ (#10)
- パトリック・ウォーレン - キーボード (#7, #13)
- JEREMY RUZUMNA - クラビネット (#6) 、キーボード (#11)
- JASON VILLAROMAN - ヴォイス (#7, #12)
- EIGHTY BUG + ELLE B - バックグラウンド・ヴォーカル (#9)